# Wang Yanni
Wang Yanni (en chino: 汪艳妮; 23 de octubre de 1982) es una deportista china que compitió en remo. Ganó dos medallas en el Campeonato Mundial de Remo, en los años 2000 y 2004, en la prueba de cuatro scull ligero.

## Palmarés internacional
| Campeonato Mundial | Campeonato Mundial | Campeonato Mundial | Campeonato Mundial  |
| Año                | Lugar              | Medalla            | Prueba              |
| ------------------ | ------------------ | ------------------ | ------------------- |
| 2000               | Zagreb (Croacia)   | Medalla de bronce  | Cuatro scull ligero |
| 2004               | Bañolas (España)   | Medalla de oro     | Cuatro scull ligero |